# Nicolaus von Pottenburg
Nicolaus von Pottenburg, före adlandet Zulauf, född 1822 i Wien, död 18 februari 1884 i Stuttgart, var en österrikisk diplomat och målare.
Han var österrikisk legationssekreterare i Stockholm 1857-1861 samt minister i Stockholm 1875-1879 och därefter österrikisk minister i Stuttgart. Han umgicks flitigt bland Stockholms konstnärer och blev nära vän med Fritz von Dardel som bedömde honom som en styv kolorist. Som målare medverkade han i Konstakademiens utställning 1877 med några akvareller som fick ett mycket fördelaktigt omnämnande av Christoffer Eichhorn.